# По данным уголовного розыска…
«По данным уголовного розыска…» — советский полнометражный цветной детективный художественный фильм, поставленный на Центральной киностудии детских и юношеских фильмов имени М. Горького в 1979 году режиссёром Валерием Михайловским. Экранизация повести Э. А. Хруцкого «Тревожный август».
Премьера фильма в СССР состоялась в октябре 1980 года.

## Сюжет
Пролог. В первые дни Великой Отечественной войны в районе Минска немецкие войска перехватывают автомобиль минского Ювелирторга, эвакуировавший ценности. По документам расстрелянного инкассатора Шантреля немецкая разведка решает внедрить в Москву своего человека.
Август 1942 года. Москва. После ранения лейтенант Сергей Белов (Александр Соловьёв) получает назначение в МУР, в отдел борьбы с бандитизмом (ОББ). Уже в первый день службы на новом месте ему приходится включиться в расследование жестокого преступления: при вооружённом налёте на квартиру ювелира Ивановского убиты сам ювелир, его жена, их сын — лейтенант Красной Армии, находящийся в отпуске после излечения в госпитале, а также один из налётчиков в форме военизированной охраны. Расследуя это преступление, сотрудники ОББ во главе с майором милиции Даниловым (Леонид Неведомский) выходят на заместителя начальника охраны Ювелирторга Шантреля (Виктор Речман). Однако когда оперативники приезжают к нему на квартиру, выясняется, что тот успел скрыться. Дальнейшее расследование выводит работников МУРа на действующую в Подмосковье банду матёрых уголовников братьев Музыка, связанных с германскими спецслужбами. Банду удаётся уничтожить, однако «Шантрель» всё ещё где-то прячется. Путь к нему может указать известный в криминальном мире Володя Гомельский (Владимир Кенигсон). По предложению Данилова с фронта отзывают в прошлом вора «Червонца», а ныне сержанта Красной Армии Михаила Кострова (Александр Хочинский). О том, что он «завязал», в уголовном мире не знают. Изображая налётчика, ограбившего ювелирный магазин, «Червонец» начинает искать пути к Гомельскому.

## В фильме снимались
- Леонид Неведомский — майор милиции Иван Александрович Данилов
- Александр Соловьёв — Сергей Белов, сотрудник МУРа
- Алексей Эйбоженко — Илья Королёв, сотрудник госбезопасности
- Геннадий Крынкин — Степан Андреевич Полесов, сотрудник МУРа
- Алексей Михайлов — Муравьёв
- Георгий Штиль — Быков
- Николай Скоробогатов — Ефимов, участковый
- Николай Буров — Орлов
- Юрий Назаров — «бургомистр» Кравцов
- Александр Хочинский — Михаил Николаевич Костров («Червонец»)
- Виктор Проскурин — Валентин Иванович Червяков, механик 1-й автобазы
- Владимир Кенигсон — Володя Гомельский, мошенник, скупщик краденого
- Елена Шанина — Зоя, сотрудница МУРа
- Людмила Шапошникова — Нина Степановна Спиридонова
- Ольга Токарева — Дробышева
- Виктор Сергачёв — Алексей Петрович Фомин («Сутулый»)
- И. Рязанов — Бронислав Музыка
- Виктор Речман — Шантрель, он же Генрих Карлович Гоппе, он же Григорий Кириллович Гопа

## В эпизодах
- Вадим Гусев — Климов, начальник телефонной станции
- Александр Егменов
- Вадим Завьялов — эпизод
- Ф. Ковалёв — эпизод
- В. Луговой — эпизод
- Александр Лукьянов — Банин, бандит
- Ксения Минина — председатель колхоза Клавдия Михайловна Игнатова
- Елена Максимова — старуха Веденеева (роль озвучила Мария Скворцова)
- Наталья Назарова — жена Кравцова
- Ирина Нечаева — Алла
- Владимир Разумовский — бандит
- Борис Токарев — Сергей
- А. Чеботарёв — эпизод
- Александр Петров — парень на рынке (в титрах не указан)
- За кадром звучит голос диктора Юрия Левитана, передающего сообщения «От советского информбюро» (в титрах не указан)

## Съёмочная группа
- Автор сценария — Эдуард Хруцкий
- Режиссёр-постановщик — Валерий Михайловский
- Главный оператор — Сергей Онуфриев
- Главный художник — Марк Горелик
- Композитор — Георгий Мовсесян
- Звукооператор — Анатолий Елисеев
- Дирижёр — Мартин Нерсесян
- Текст песен — Роберта Рождественского
- Режиссёр — Анастасия Заболоцкая
- Оператор — Олег Никифоров
- Монтаж — Светлана Фроленко
- Грим — М. Шелег
- Костюмы — Вера Скопинова
- Оператор комбинированных съёмок — А. Александров
- Консультанты — Б. Т. Шумилин, В. А. Пашковский
- Редактор — Вера Бирюкова
- Директор картины — Марк Айзенберг

## Звуковая дорожка
В фильме звучат песни композитора Георгия Мовсесяна на слова поэта Роберта Рождественского: «Память» («Память, память за собою позови…») в исполнении самого Георгия Мовсесяна (позднее песня прочно вошла в репертуар Иосифа Кобзона и вступление к фильму было переозвучено, на сегодняшний день можно увидеть картину с двумя вариантами исполнения этой песни Кобзоном и Мовсесяном) и «Повезёт — не повезёт» («Я ныряю в жизни как птица в облаках!..») в исполнении Александра Хочинского.